# Лагареш-да-Бейра
Лагареш-да-Бейра (порт. Lagares da Beira)  —  район (фрегезия) в Португалии,  входит в округ Коимбра. Является составной частью муниципалитета  Оливейра-ду-Ошпитал. По старому административному делению входил в провинцию Бейра-Алта. Входит в экономико-статистический  субрегион Пиньял-Интериор-Норте, который входит в Центральный регион. Население составляет 1503 человека на 2001 год. Занимает площадь 13,43 км².
Покровителем района считается Дева Мария (порт. Nossa Senhora da Conceição). 